# Riedelia geluensis
Riedelia geluensis är en enhjärtbladig växtart som beskrevs av Theodoric Valeton. Riedelia geluensis ingår i släktet Riedelia och familjen Zingiberaceae.

## Underarter
Arten delas in i följande underarter: